# 猪谷トンネル
猪谷トンネル（いのたにトンネル）は、富山県富山市の国道41号のトンネルである。
南側の坑口にて、新国境橋と接続している。

## 概要
- 起点：富山県富山市蟹寺
- 終点：富山県富山市猪谷
- 延長：757.5 m[1]
- 有効高：4.5 m（路面からアーチクラウンまで6.3 m）[1]
- 幅員：8 m（車道7.25 m、歩道0.85 m）[1]
- 形状：一心円（上部 R=4.0 m、半円形）[1]
- 内空断面積：46.1 m[1]
- 舗装工：セメントコンクリート舗装（舗装厚23 cm）[1]
- 横断勾配：1.8 %[1]
- 巻厚：第1種55 cm、第2種70 cm[1]
- 掘進方法：底設導坑上部半断面掘削（両抗口付近）、上部半断面掘削（中心部）[1]
- 総工費：約3億6,300万円[1]

## 歴史
それまで県境付近の交通難所で富山県と中部経済圏の交流に多大な支障をきたしてきた城ケ山中腹（標高約280 m、1.5 km）の区間を迂回するため、1963年（昭和38年）11月28日着工、1966年（昭和41年）3月30日に竣工した。